# Гурген I Куропалат
Гурген I (груз. გურგენი; умер в 891 году) — грузинский князь и правитель Тао-Кларджети из династии Багратионов. Он был эрисмтаваром Картли-Иберии с византийским титулом куропалата с 881 до его смерти в династической вражде в 891.

## Биография
Гурген Багратион, вероятно, родился до 861 года. Он был старшим из трёх сыновей Адарнасе Багратиона, князя Артануджи, и его жены Беврели, дочери Баграта, царя Абхазии. Он был крещён знаменитым монахом Григорием Хандзтели. О его жизни ничего не было известно до 867 года, до того как он от своего отца, Адарнасе унаследовал княжество Верхнее Тао и резиденцию в Калмахи.

### Борьба за власть
В 881 событие внезапно изменило историю Грузии. Князь Насра убил Давида I Куропалата, верховного князя Иберии, чтобы захватить власть. Однако партия лоялистов, возглавляемая князем Липаритом Багваши, которого поддерживал армянский князь Ашот I, восстала против Насры, чтобы поставить на престол сына Давида — Адарнасе. После чего Насра был вынужден искать убежище в Константинополе, в то время как Гурген, оставшийся в Грузии, с помощью Византии получил титул куропалата Картли-Иберии из-за молодого возраста Адарнасе, законного наследника Давида.
Гурген начинает политику укрепления власти. Для этого он вступает в союз с грузинской лояльной партией и Арменией, что ухудшает отношения Гургена с Византией и соседним Абхазским царством. В 885 году Насра, лишённый поддержки в Иберии покидает Константинополь и уезжает в Абхазию, где его приветствует его зять, царь Баграт I, с чьей помощью он отвоевал область Самцхе, где он получил дополнительную помощь от Аланского вождя Бакатара. Молодой Адарнасе, который также претендовал на трон, был в союзе с Гургеном, чтобы защитить свои владения. В 888 году лояльным войскам, хотя их было мало, удалось победить врага и захватить Насру, который был казнён в Аспиндзе.

### Гражданская война и смерть
После победы в династическом вражде, Адарнасе возглавил себя царем, его назначение признал царь Армении в 899 году. Гурген, получивший часть территории Насры овладел Шавшети и Артаани, куда, по словам Вахушти Багратиони, он перенёс свою резиденцию, при этом сохранив своё имущество в Верхнем Тао. С годами напряжённость в отношениях между царём Адарнасом и Гургеном (который сохранял титул куропалата) испортились. Грузинское дворянство было разделено между сторонниками Адарнасе и Гургена. Среди сторонников Адарнасе был влиятельный князь Кларджетии, Баграт, племянник Гургена. В 891 году между двумя сторонами разгорелась битва, и Гурген потерпел поражение в Мглинави. Будучи захваченным в плен, он умер от полученных ран через некоторое время. Согласно его воле, он был похоронен в соборе Хандзта или Опиза (ныне в Турции), который он восстановил.

## Семья
Согласно записям Кирилла Туманова, Гурген, вероятно, был женат на дочери Смбата VIII Багратуни (826—855), армянского спарапета. Он оставил двух сыновей — Адарнасе и Ашота Кухи — и стал основателем «первой линии Таойских Багратидов», которая вымерла вместе со своим внуком Гургеном II.